# Загородній Юрій Олексійович
Ю́рій Олексі́йович Загоро́дній (3 квітня 1893 — 26 січня 1966) — підполковник Армії УНР.

## Біографія
Народився у місті Гайсин Подільської губернії в заможній старокозацькій родині.
1912 року закінчив Олександрівську гімназію у Санкт-Петербурзі, 2-гу Оранієнбаумську школу прапорщиків (1915). Брав участь у Першій світовій війні. Останнє звання у російській армії — штабс-капітан.
З 10 грудня 1919 р. на службі в Дієвій армії УНР.
У 1920—1923 рр. — командир сотні 3-го кінного полку 3-ї Залізної дивізії Армії УНР. Перебував у польському таборі для інтернованих. За службу в українській армії був нагороджений Воєнним Хрестом та Хрестом Симона Петлюри.
У 1924 р. завершив правничо-економічний факультет Познанського університету. На еміграції в Польщі.
Під час Другої світової війни виїхав до Німеччини, а в 1949 році перебрався з родиною до США. Мешкав у Клівленді, де брав активну участь в культурно-громадському, політичному та церковному житті української громади.
Став співорганізатором та першим головою відділу ОбВУА, співорганізатором та першим головою Церковної Ради православної Св. Троїцької церкви у Клівленді, головою Комітету сприяння УНРаді, членом-основоположником Українського Культурно-Громадського Осередку «Основа».